# Lagom

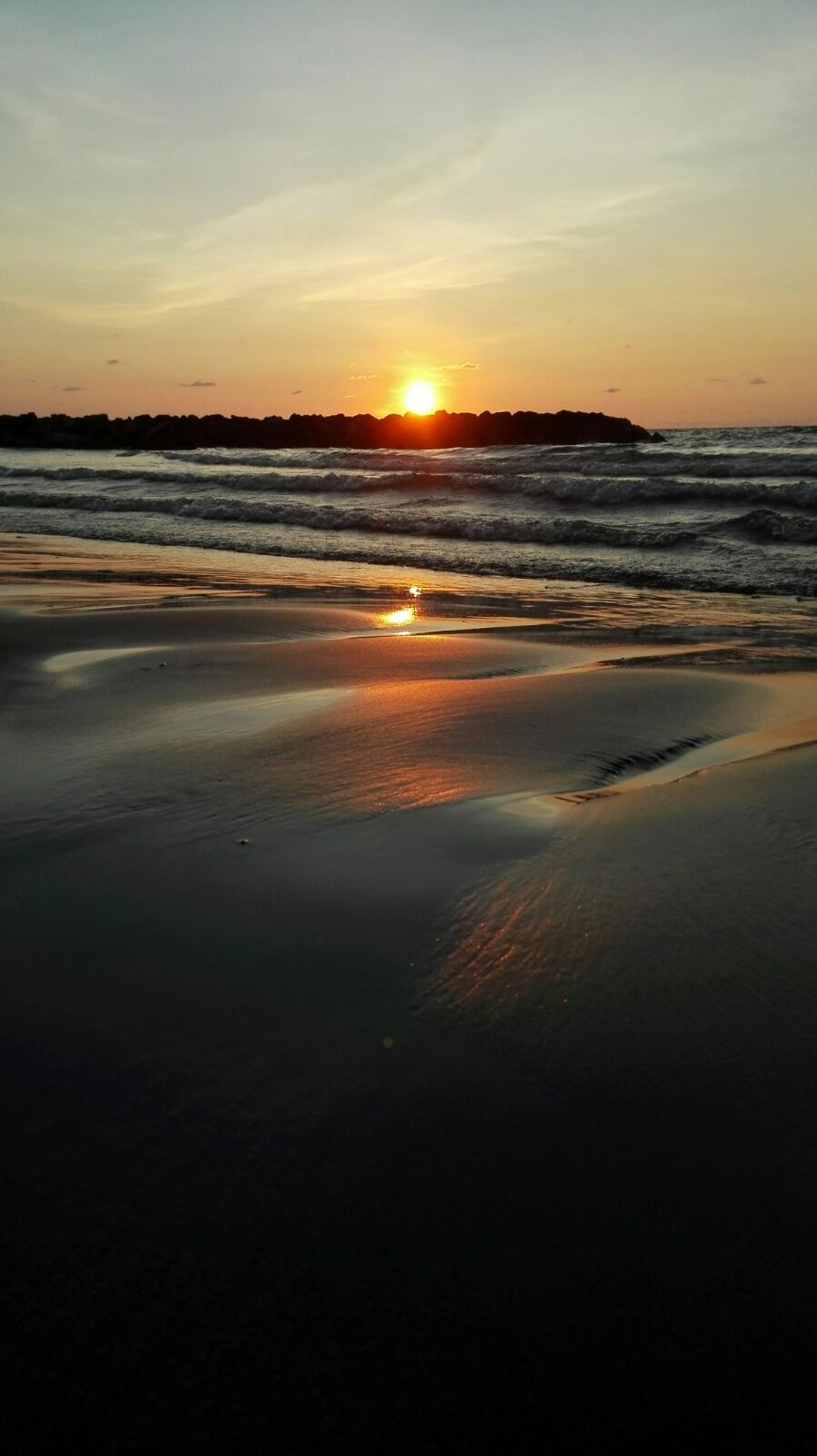
Lagom es un estilo de vida en el que, para ser feliz, se debe llevar una vida equilibrada, buscando un punto medio entre las necesidades y el modo en que las satisfacemos

Lagom (pronunciado [ˈlɑ̂ːɡɔm] o logom) es una palabra de origen sueco que significa "ni demasiado ni muy poco", "sin exagerar", "apropiado para el propósito en tamaño o cantidad", "suficiente".

## Etimología
El origen del término es, según el diccionario de la Real Academia Sueca, una forma arcaica del dativo plural de lag ("ley"), en este caso referido no necesariamente a la ley judicial sino a la ley del sentido común. En sentido literal significa "de acuerdo a la ley", una traducción más cercana sería "según la costumbre" o "según el sentido común". Los primeros testimonios de la palabra proceden de textos del siglo XVII. El significado de la palabra fue derivando, con el transcurrir del tiempo, a "apropiado", "para el común de todos" o más sencillamente "ni mucho ni poco" o "tanto como a los demás".
Una popular cita etimológica expresa que el significado de la palabra lagom proviene de las comidas en la vieja sociedad agrícola sueca, durante las cuales todos en la hacienda acostumbraban a comer de la misma olla, y beber del mismo vaso o de la misma taza. Era entonces necesario que alcanzara para todos.
Incluso la lista de palabras de la Enciclopedia Nacional describe la palabra como el dativo de la forma plural de ley pero con el significado 'posición correcta' o 'relación correcta'. A veces una expresión se logra entender mejor si se la piensa como estando en 'desacuerdo con la ley'. Lagom es la cantidad que se necesita para que algo este 'en acuerdo con la ley' es decir como tiene que ser. El verbo que resulta más familiar a la palabra lagom se llama laga que significa reparar algo (como por ejemplo un vehículo) o sencillamente preparar algo (como por ejemplo la comida). 
Es una palabra exclusiva de Suecia, pues no existe en casi ningún otro idioma, con excepción de Noruega, tanto en lengua bokmål como en nynorsk. En aquellos idiomas que no hay traducción directa, existen palabras con significados similares que podrían ser utilizadas en diversas traducciones con evidentes limitaciones semánticas. Por ejemplo, en el mismo idioma noruego se encuentra la palabra passelig, en danés tilpas. Y en lenguas más lejanas encontramos taman (en serbocroata), paras (en estonio), phor phiang - พระพิน (en tailandés) y chōdo - 丁度 (en japonés), todas palabras que se aproximan bastante en significado.
Una leyenda afirma que lagom sería una contracción de "laget om" (en sueco, "alrededor del equipo"). Según este mito, la frase se utilizó en tiempos vikingos para especificar cuánta hidromiel debía beber cada cual del vaso de cuerno, mientras se pasaba de unos a otros, para que todos recibieran una porción justa de la bebida.

## Significado cultural
La palabra se puede traducir de diversas formas como "con moderación ", "en equilibrio", "perfecto-simple", "lo suficiente", "ideal" y "adecuado" (en cuestión de cantidades). Mientras que palabras como suficiente y promedio sugieren cierto grado de abstinencia, escasez o fracaso, lagom conlleva la connotación de adecuación, aunque no necesariamente de perfección. El proverbio sueco arquetípico " Lagom är bäst ", literalmente "La cantidad correcta es mejor", también se traduce como "Suficiente es tan bueno como un banquete", o como "Hay virtud en la moderación".
El valor de "justo lo suficiente" puede compararse con el dicho "menos es más", o contraponerse al valor de "más es mejor". Es visto favorablemente como una alternativa sostenible a los extremos acaparadores del consumismo: "¿Por qué necesito más de dos? Det är [es] lagom" También puede verse como represivo: "No se supone que seas demasiado bueno, o demasiado rico".
En una sola palabra, se dice que lagom describe la base de la psique nacional sueca, de consenso e igualdad. "Mi tía solía extender el puño cerrado y decir: "¿Cuánto puedes coger en esta mano? Es mucho más fácil conseguir algo en esta mano [abierta]".